# Dadaab

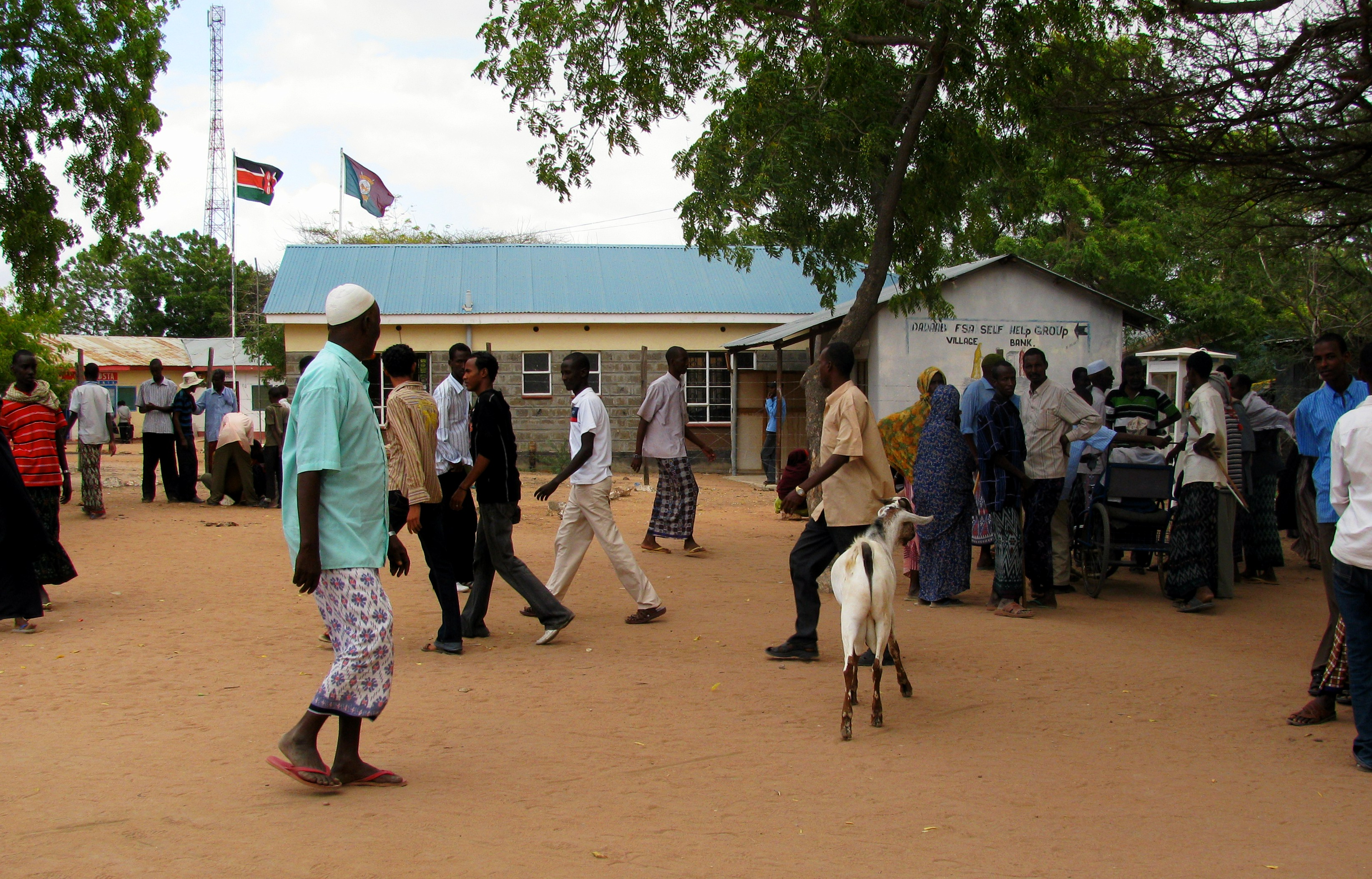
Mikrobankkontor i Dadaab.

Dadaab är en ort i distriktet Garissa i provinsen Nordöstra provinsen i Kenya. Orten ligger ungefär 100 kilometer väster om gränsen till Somalia och närmaste större stad är distriktshuvudstaden Garissa. I Dadaab finns en bas för FN:s flyktingkommissariat (UNHCR) och staden omgavs (2015) av vad som har beskrivits vara världens största flyktingläger med 347 980 registrerade flyktingar. Många av flyktingar kommer från inbördeskrigsdrabbade Somalia (se Inbördeskriget i Somalia). Den 6 maj 2016 meddelade Kenyas regering att landets flyktingläger skulle stängas vilket inkluderade både Kakuma i nordväst och Dadaab. Den 9 februari 2017 beslutade Kenyas högsta domstol att ogiltigförklara regeringens beslut om stängning av flyktinglägret Dadaab och tillbakaskickandet av somaliska flyktingar därifrån. 